# Джеррі Берман

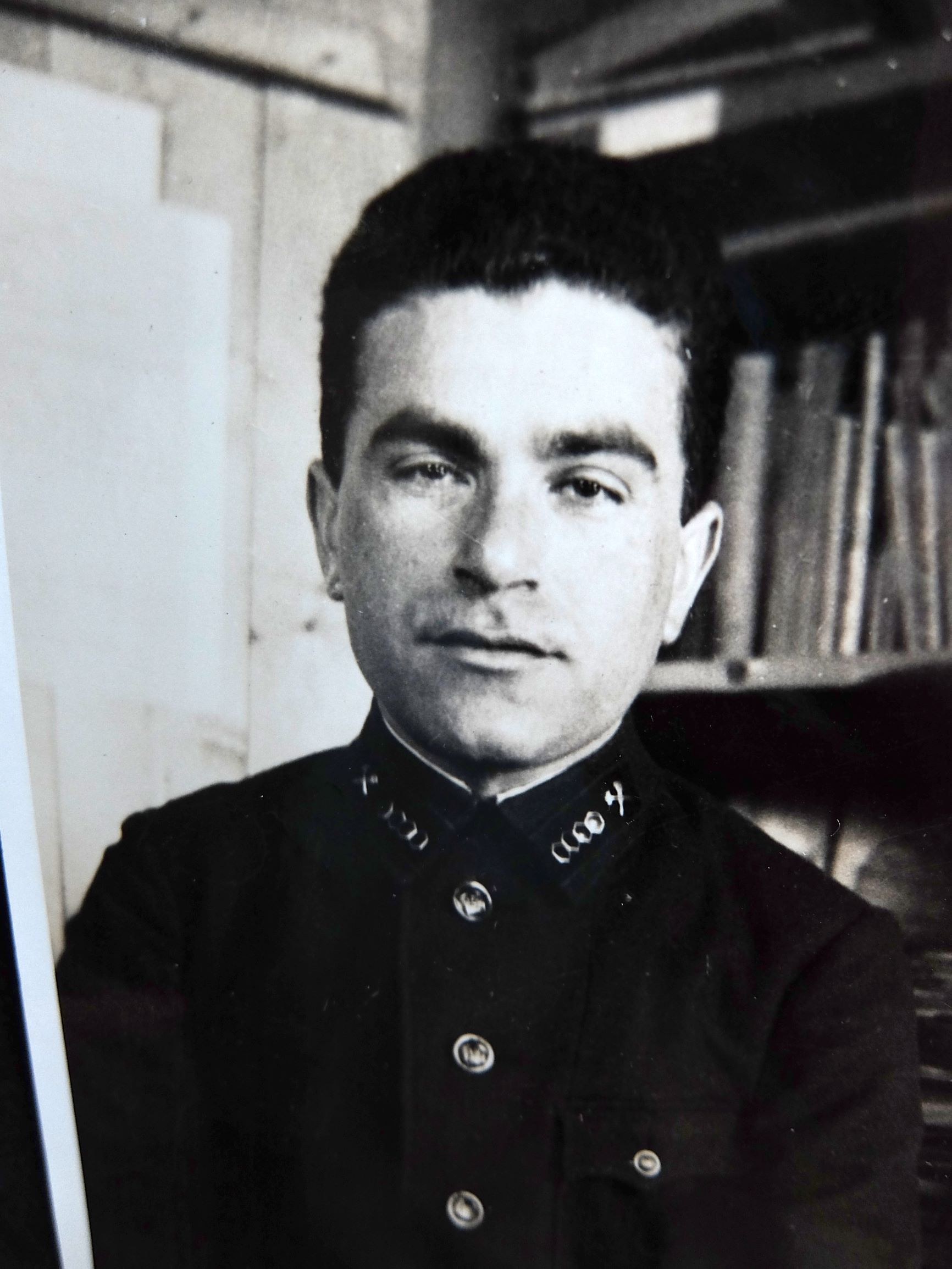
Джеррі Берман (1903–1979)

Джеррі Берман (1903, Пікеляй, нині Литва — 1979, Кейптаун, ПАР) — південноафриканський інженер. Свідок Голодомору, який залишив яскраві свідоцтва у своїх листах до рідних та друзів, які зараз зберігаються у Музеї Голодомору.

## Біографія
Народився 1903 р. на території сучасної Литви у єврейській родині. 1921 р. разом з родиною емігрував до Південної Африки.
1923 р. вступив до Кейптаунський університет на факультет інженерії та будівництва (Faculty of Civil Engineering).
1932—1935 рр. працював у Радянському Союзі, спершу в Луганській області (на будівництві мостів у селі Новосвітлівка, а згодом у Станиці Луганській), де він був свідком Голодомору. Свої враження він описував у листах до брата Ізраеля, а останній копіював на прохання Джеррі та розсилав кільком іншим адресатам, у тому числі приятелю Джеррі Маєру Фортесу з Великої Британії, майбутньому відомому антропологу.
Потім на його прохання його перевели до Росії (у Нижній Новгород), де ситуація з харчуванням була кращою.
1935 р. повернувся до Південної Африки. Керував спорудженням мостів та доріг, досяг високої посади в міністерстві.
У 1940-і рр. одружився, 1947 р. народився син. У кінці 1960-х вийшов у відставку, помер 1979 р. у Кейптауні.
2016 р. Алісон Маршалл, онука його приятеля Майєра Фортеса у Великій Британії знайшла листи Бермана. За порадою україно-британської дослідниці Сари Нестерук вона передала їх у 2021 р. до фондів Національного музею Голодомору-геноциду у Києві.